# Ctonópatra
En la mitología griega Jenópatra (en griego Ξενοπάτρα, «de padre extranjero») —o Ctonópatra («tierra patria»)— era la única hija de Helén, y por lo tanto hermana de Doro, Juto y Eolo. Desposada con su tío Anfictión engendró a Fiscio, que llegó a gobernar en Lócride.